# يوهان شرودر
يوهان شرودر (بالألمانية: Johann Schröder)‏ هو رياضياتي ألماني، ولد في 4 أبريل 1925 في Norden, Lower Saxony ‏ في ألمانيا، وتوفي في 3 يناير 2007.